# Burne Hogarth
Burne Hogarth (Chicago, 25 de diciembre de 1911-París, 28 de enero de 1996) fue un autor de cómics estadounidense, conocido principalmente por su trabajo pionero con el personaje de Tarzán en las tiras de prensa. Además de ilustrador, fue profesor de dibujo y de historia del arte, escritor y teórico.
Durante décadas fue un profesor muy influyente y un artista visual conocido en todo el mundo, además de Tarzán, por su serie de libros de anatomía, a la que se menciona con frecuencia.

## Infancia y juventud
Desde su infancia mostró un gran talento para el dibujo. Su padre, un carpintero, guardó estos primeros esfuerzos y, algunos años después, los presentó junto con su hijo al secretario general del Centro de Arte de Chicago. Aceptaron a Hogarth a los 12 años y así comenzó una larga educación formal que le llevó, estudiando arte y antropología, por instituciones tales como el Crane College y la Universidad del Noroeste (Chicago), así como a la Universidad de Columbia (Nueva York).

## Primeros trabajos
En 1926, tras la prematura muerte de su padre, comenzó a trabajar como ilustrador para Associated Editors Syndicate. Su talento como dibujante y su educación artística le pusieron en contacto con las casas editoriales, y consiguió ganarse la vida con los sindicatos de los periódicos, editando y creando anuncios e ilustraciones en su adolescencia. Este trabajo resultó ser estable y, para 1929, un empleo crucial. Sus primeros intentos a la hora de hacer una historieta, Ivy Hemmanhaw (1933), para la Barnet Brown Company, tuvieron cierto éxito.
Conforme la Gran Depresión empeoraba, a instancias de sus amigos se trasladó a Nueva York, continuando su trabajo en la ilustración y edición de periódicos así como historietista. En 1934 comenzó a trabajar como ayudante para la King Features Syndicate, para la que realizó una serie de piratas de Charles Driscoll, titulada Pieces of Eight (1935).

## Tarzán
En 1936 le llegó su gran oportunidad al ser designado sucesor de Harold Foster al frente de la página dominical de Tarzán, de United Feature Syndicate, que realizaría durante un total de doce años, de 1937 a 1945, y de 1947 a 1950; la interrupción se debió a su trabajo en otra serie, Drago, las aventuras de un gaucho en la Pampa argentina, que tuvo una vida efímera. En 1948, también para United Feature Syndicate, creó su única serie humorística, Miracle Jones.
En su trabajo con Tarzán se han observado influencias del manierismo —sobre todo en su tratamiento del cuerpo humano—, el barroco e incluso el expresionismo alemán y el arte chino, en lo que se refiere a la abigarrada composición de sus páginas, hasta el punto de recibir el apodo de «Miguel Ángel del noveno arte». Otorgó una agitación y un dinamismo inéditos en el resto de cómics de la época. En el catálogo de su exposición en el Louvre, se afirma que sus formas:

...se erizan, encrespan y organizan bajo cuatro esquemas de agrupamiento básicos: a) las puntas; b) las
curvas; c) las radiaciones; d) los nudos.

Teóricos como Salvador Vázquez de Parga consideran, sin embargo, que "El "Tarzán" de Hogarth sigue siendo uno de los cómics más fríos y aburridos que se han producido en América con imágenes más o menos espectaculares y un protagonista absolutamente ambiguo". Aún es más crudo al referirse a su alabado dominio de la figura humana 

Hogarth convirtió a Tarzán en un ser feroz y respulsivo, en un monstruo de la selva deformado por sus exuberantes rasgos anatómicos, con tobillos delgados, pies pequeños, pecho amplio, cuerpo excesivamente musculoso, cabeza grande y ojos feroces rodeados de rayas negras que en ocasiones daban la impresión de enmascararlo.

## La docencia
Hogarth fue maestro casi durante tanto tiempo como artista profesional. A lo largo de los años, enseñó dibujo a una variedad de estudiantes en toda una serie de instituciones y, para el año 1944, Hogarth tenía pensada la creación de una escuela para los veteranos que regresaban de la Segunda Guerra Mundial. El primer esfuerzo formal de Hogarth fue la Manhattan Academy of Newspaper Art (Academia de Manhattan de arte para periódicos), y para 1947 la había transformado en una Cartoonists and Illustrators School (Escuela de historietistas e ilustradores).  Esta academia siguió creciendo, y en 1956 fue rebautizada nuevamente, como la School of Visual Arts (SVA, Escuela de Artes Visuales).  Para entonces, Hogarth había abandonado el cómic para dedicarse preferentemente a la docencia. La SVA es actualmente la mayor institución de arte privada del mundo. Hogarth diseñó el currículo, trabajó como administrador, y enseñó todo un programa que incluía dibujo, escritura, e historia del arte. Fue en las clases de Hogarth en las que muchos artistas de la Edad de Plata del cómic aprendieron las avanzadas técnicas de dibujo que formaron un estilo definiendo el género de superhéroes de hoy en día.
Hogarth se retiró de la SVA en 1970 pero siguió enseñando en The Parsons School of Design (Escuela Parsons de Diseño) y, después de trasladarse a Los Ángeles, The Otis School (Escuela Otis) y The Art Center in Pasadena (Centro de Arte de Pasadena).  
Durante sus años como docente, Hogarth escribió varios manuales de dibujo, centrados sobre todo en la anatomía, que se han convertido en libros de referencia estándar para diferentes artistas, incluidos los animadores por ordenador. Los primeros fueron Dynamic Anatomy (Anatomía Dinámica, 1958) y Drawing the Human Head (Dibujando la cabeza humana, 1965). A estos libros siguieron otros sobre la forma humana, como Dynamic Figure Drawing (Dibujo de figuras dinámico, 1970) y Drawing Dynamic Hands (Dibujando manos dinámicas, 1977) que completaron el ciclo sobre figuras.  Dynamic Light and Shade (Luz y sombras dinámicas, 1981) y Dynamic Wrinkles and Drapery (Arrugas y telas dinámicas, 1995) exploraron otros aspectos sobre cómo representar la figura.

## Últimos años
En 1972 regresó a la historieta y al personaje que le había dado celebridad con Tarzan de los monos, un libro de tapa dura de gran formato publicado por Watson Guptill en once idiomas. Marca el comienzo del sobrio volumen de ficción pictórica integrada, lo que actualmente se llama novela gráfica. Le siguió, cuatro años más tarde, Jungle Tales of Tarzan (1976), integrando técnicas que no se habían intentado antes como imaginería espacial oculta o negativa con temas de color inspirados en Goethe, para lograr una descripción visual armoniosa. Estas serían sus últimas incursiones en la historieta.
Los textos de Hogarth forman la base de su perdurable y continua influencia dentro de la comunidad artística global y entre los lectores entusiastas.
Recibió muchos reconocimientos a su obra en los Estados Unidos, incluido el premio de la National Cartoonist Society (Sociedad Nacional de Historietistas) Advertising and Illustration de 1975, Premio Magazine and Book Illustration de 1992, y Premio Special Features de 1974, y docenas de premios internacionales. Se dedicó a la enseñanza, escribió, creó y teorizó lúcida y apasionadamente hasta sus últimos días; y durante décadas lo invitaron con regularidad a acontecimientos internacionales, frecuentemente como una estrella invitada. 
Falleció en París, de un ataque al corazón, tras haber asistido al Festival del Cómic de Angulema, el 28 de enero de 1996, cuando tenía ochenta y cuatro años de edad.